# Зарічне (Павлоградський район)
Зарі́чне — село в Україні, у Павлоградському районі Дніпропетровської області. Входить до складу Юр'ївської селищної громади. Населення за переписом 2001 року становить 55 осіб.

## Географія
Село Зарічне знаходиться на березі річки В'язівок, вище за течією на відстані 0,5 км розташоване село Новов'язівське. Річка в цьому місці пересихає.

## Історія
До 2020 року орган місцевого самоврядування — Новов'язівська сільська рада.
12 червня 2020 року, відповідно до розпорядження Кабінету Міністрів України № 709-р «Про визначення адміністративних центрів та затвердження територій територіальних громад Дніпропетровської області», увійшло до складу Юр'ївської селищної громади.
19 липня 2020 року, в результаті адміністративно-територіальної реформи та ліквідації Юр'ївського району, село увійшло до складу Павлоградського району.

## Інтернет-посилання
- Погода в селі Зарічне [Архівовано 20 грудня 2011 у Wayback Machine.]